# Rayet Al Noor bint Al Hashim
La princesa Rayet Al Noor bint Al Hashim (n. el 4 de julio de 2008 en Amán, Jordania) es la segunda hija del príncipe Hashim bin Al Hussein y de su esposa la princesa Fahdah Hashim. Es la tercera nieta de la reina Noor de Jordania.